# Hof van de Europese Vrijhandelsassociatie

rechtsmacht van het Hof van de Europese Vrijhandelsassociatie
rechtsmacht van het Hof van Justitie van de Europese Unie
landen buiten Europese Economische Ruimte

Het Hof van de Europese Vrijhandelsassociatie, ook wel verkort tot EVA-Hof, is een supranationale rechtsprekende instantie met rechtsmacht in de drie lidstaten van de Europese Vrijhandelsassociatie (EVA) die tevens deelnemen aan de Europese Economische Ruimte (EER), te weten IJsland, het Koninkrijk Noorwegen en het Vorstendom Liechtenstein. Het Hof is opgericht bij artikel 27 van de Overeenkomst tussen de EVA-staten betreffende de oprichting van een Toezichthoudende Autoriteit en een Hof van Justitie en zetelt in Luxemburg.

## Geschiedenis
Aanvankelijk was in het Ontwerp-Akkoord tussen de Europese Gemeenschap en de landen van de Europese Vrijhandelsassociatie tot instelling van een Europese Economische Ruimte voorzien in de oprichting van een Hof van de Europese Economische Ruimte, dat belast zou zijn met de interpretatie van dat Akkoord. Het Hof van Justitie van de (toenmalige) Europese Gemeenschap bracht hierover echter een negatief advies uit, omdat het voorziene stelsel van rechtspraak de grondslagen van de Europese Economische Gemeenschap zou aantasten en inbreuk zou maken op de autonomie van het rechtsstelsel van de Gemeenschap, waarvoor is bepaald dat het Hof van Justitie exclusief bevoegd is de eerbiediging te verzekeren. Dit plan werd daarom verlaten en hoewel het Hof van Justitie in zijn advies had aangegeven dat het niet in strijd met het gemeenschapsrecht zou zijn om dit Hof zelf als hoogste gerecht aan te wijzen voor de EER, en dat het bereid was bindende prejudiciële uitspraken te doen voor derde landen, werd besloten tot oprichting van een apart gerechtshof voor de EVA, destijds bestaande uit Finland, IJsland, Liechtenstein, Noorwegen, Oostenrijk, Zweden en Zwitserland.
Het EVA-Hof begon zijn werkzaamheden op 1 januari 1994 met vijf rechters en wees op 16 december 1994 zijn eerste arrest, namelijk in de zaak Restamark. Zwitserland kon het Akkoord niet ratificeren omdat de Overeenkomst tot oprichting van de Europese Economische Ruimte op 6 december 1992 in een volksraadpleging werd verworpen. Een Liechtensteinse rechter voegde zich halverwege het jaar 1995 bij het gerecht. Op dat moment waren de rechters uit Oostenrijk, Finland en Zweden reeds afgetreden vanwege de toetreding van die landen tot de Europese Gemeenschap. Op 1 september 1996 verhuisde de zetel van het EVA-Hof van Genève naar Luxemburg.

## Doel en taken
De Europese Unie en de Europese Vrijhandelsassociatie vormen samen een gemeenschappelijke markt: de Europese Economische Ruimte (EER). Om deze gemeenschappelijke markt te bewerkstelligen voorziet de Overeenkomst tot oprichting van de Europese Economische Ruimte in de implementatie van een groot deel van het acquis communautaire in het nationale recht van de participerende EVA-lidstaten. Ook latere EU-wetgeving op het gebied van met name de interne markt (vrij verkeer van goederen, personen, diensten en kapitaal), de mededinging en de controle op staatssteun moet, voor zover relevant voor de EER, in de participerende EVA-lidstaten worden geïmplementeerd. Het Hof van Justitie van de Europese Unie verzekert voor de lidstaten van de Europese Unie de eerbiediging van het recht van de Europese Unie bij de uitlegging en toepassing van de Verdragen (artikel 19, eerste lid, van het Verdrag betreffende de Europese Unie). Voor de EVA-lidstaten wordt deze taak vervuld door het Hof van de Europese Vrijhandelsassociatie, dat wat betreft zijn procedure gemodelleerd is naar het Hof van Justitie.
Het EVA-Hof is onder meer bevoegd:
- uitspraak te doen op beroepen ingesteld door de Toezichthoudende Autoriteit tegen een EVA-lidstaat wegens niet-nakoming van de EER-Overeenkomst[7] (artikel 31);
- uitspraak te doen op beroepen wegens nietigverklaring ingesteld door een EVA-lidstaat, een natuurlijk persoon of een rechtspersoon tegen een beslissing van de Toezichthoudende Autoriteit (artikel 36);
- uitspraak te doen op beroepen ingesteld tegen straffen opgelegd door de Toezichthoudende Autoriteit (artikel 35);
- geschillen te beslechten tussen twee of meer EVA-lidstaten (artikel 32);
- prejudiciële uitspraken te doen in de vorm van een advies op verzoek van een nationale rechter uit een EVA-lidstaat omtrent de interpretatie van de EER-Overeenkomst (artikel 34).

Artikel 6 van de Overeenkomst tot oprichting van de EER bepaalt dat, voor zover dat verdrag bepalingen bevat die inhoudelijk identiek zijn aan bepalingen in de constitutionele verdragen van de Europese Unie, die bepalingen moeten worden uitgelegd met inachtneming van de rechtspraak van het Hof van Justitie zoals die gold voor de inwerkingtreding van de EER-Overeenkomst. Voor het overige bepaalt artikel 3 lid 2 van de Overeenkomst tussen de EVA-staten betreffende de oprichting van een Toezichthoudende Autoriteit en een Hof van Justitie dat het EVA-Hof bij de interpretatie van de EER-Overeenkomst rekening moet houden met de rechtspraak van het Hof van Justitie. Conform hoofdstuk 3 van de EER-Overeenkomst streven het EVA-Hof, het Hof van Justitie en het Gemengd Comité van de Europese Economische Ruimte naar een homogene interpretatie van EER-wetgeving.

## Samenstelling
Het EVA-Hof bestaat volgens artikel 28 en 30 van de Overeenkomst uit drie rechters, een uit elke lidstaat, die voor een termijn van zes jaar worden benoemd door de regeringen van de lidstaten. Daarnaast beslissen de regeringen van de lidstaten over een lijst van in totaal zes ad hoc rechters (twee uit elke lidstaat) die de vaste rechters kunnen vervangen op momenten dat zij niet in staat zijn hun functie te vervullen. De drie vaste rechters kiezen uit hun midden een president voor een periode van drie jaar. Het Hof benoemt tevens een griffier.